# 陽光社會福利基金會
25°03′08″N 121°32′21″E / 25.0521869°N 121.5390943°E
財團法人陽光社會福利基金會（英語：Sunshine Social Welfare Foundation），簡稱陽光基金會，成立於1981年12月18日，是台灣社會福利團體之一。
陽光基金會的服務對象包含燒傷者及血管瘤、神經纖維瘤（NF）、口腔癌（顏面惡性腫瘤）等先天、後天及其他不明原因致顏面病變損傷者，服務版圖遍及台灣各縣市。以服務使用者的需求為首，陽光基金會整合社工、復健、心理及社教等專業團隊，陪伴顏損及燒傷者（簡稱傷友）改善生理功能、強化社會心理功能、提昇職業重建能力、增進社會參與，並促進社區安全與健康。
由於衛生署國民健康局新聞頭條，口腔癌發生率、死亡率持續攀升，成為30至49歲男性最常發生的癌症。然而，口腔癌病友因病可能帶來的臉部缺損，以及治療過程中所耗費的社會成本，在當時並未獲得完整重視。2006年，陽光基金會正式展開口腔癌病友（簡稱口友）的全方位服務，致力於提升口友在術後的生活品質、居家照護，以及生理重建等各面向服務。此外，陽光基金會亦投入推動各項口腔病變的防治服務，提昇社會對檳癌危害的關注，重視口腔保健觀念，以及及早篩檢、盡早治療等衛教知識。

## 成立源起
源起於燒傷作者沈曉亞的一本著作《怕見陽光的人》。該著作道出顏面損傷者所遭受之不平等對待，當時引起社會極大的迴響，更發現多數顏損者依然躲在角落裡怕見陽光。
因此，為了捍衛顏面損傷朋友的權益，以全方位服務為顏損及燒傷者重建環境、身體心理與社會功能，維護其尊嚴與人權，有一群來自不同領域的專業人員共同發起、繼而成立全台灣第一個服務顏面損傷的公益團體。

## 基金會歷史
1981年12月18日，該基金會正式成立。
1987年，陽光基金會以九位傷友、五位志工、兩週的時間，以腳踏車環島的方式，沿途舉辦預防意外傷害宣導座談會，開啟陽光預防宣導之頁。為強化初級預防工作，陽光長年來持續於全國各地進行燒傷預防、關懷尊重顏損者之教育宣導，積極預防燒傷意外，並深入校園，傳達同理心培養、正向教育之理念。
2006年，陽光基金會正式展開口腔癌病友（簡稱口友）的全方位服務，致力於提升口友在術後的生活品質、居家照護，以及生理重建等各面向服務。此外，陽光基金會亦投入推動各項口腔病變的防治服務，提昇社會對檳癌危害的關注，重視口腔保健觀念，以及及早篩檢、盡早治療等衛教知識。
2010年，在陽光基金會成立屆滿三十週年之際，提出了「臉部平權」的主張，呼籲大眾以行動支持、尊重顏損者，極力爭取讓每一位顏損者可以擁有成功而圓滿的人生。

## 組織架構
- 董事長：劉陽明
- 副董事長：周筱姿
- 常務董事：楊瑞永 / 馬海霞 / 曾國峰
- 董事：張捷 / 盧克文 / 彭淑華 / 闕河淵 / 張承中/ 林昭吟 / 蘇彥豪 / 林庠序
- 監察人：陳永隆

## 外部連結
- 陽光基金會 （页面存档备份，存于）
- 陽光基金會-Instagram （页面存档备份，存于）
- 陽光基金會的Facebook專頁